# Juan Alberto Londoño
Juan Alberto Londoño Martínez (Bogotá) es un abogado y político colombiano, que se desempeñó como viceministro general de Hacienda y asesor del ministerio del Interior.

## Biografía
Nacido en Bogotá, es abogado de la Universidad de los Andes, y ha trabajado como para la Presidencia de la República de Colombia, la Agencia Nacional de Minería, el Fondo Adaptación, entre otros. También se desempeñó como abogado de Dirección de Apoyo Fiscal del Ministerio de Hacienda y Crédito Público de Colombia y como presidente de la Fiduprevisora. En el campo privado, fue gerente de asuntos regulatorios de la Philip Morris International-Coltabaco.
Trabajó en el despacho del Ministerio del Interior, en 2011, cuando esa cartera era ocupada por Germán Vargas Lleras. En 2016 fue parte de la junta directiva de la empresa Gases del Llano (Llanogás).
En enero de 2019 fue designado Viceministro de Hacienda de Colombia, durante la presidencia de Iván Duque. Estuvo en ese cargo hasta el 3 de mayo de 2021, cuando, tras el hundimiento de la reforma tributaria de la que era promotor producto de las protestas en Colombia de 2021, renunció junto al Ministro Alberto Carrasquilla. Cabe señalar que Londoño era uno de los principales defensores de la reforma.
El mismo día fue nombrado como nuevo Ministro de Comercio de Colombia, pues el anterior ministro, José Manuel Restrepo Abondano, había sido designado para reemplazar a Carrasquilla en la cartera de Hacienda y Crédito Público. También el mismo día, asumió como Ministro de Hacienda y Crédito Público, en carácter de encargado, hasta la posesión de Restrepo Abondano, que se dio el 18 de mayo.
Su nombramiento en el Ministerio de Comercio resultó efímero, pues el 19 de mayo, su designación se cayó, y, en cambio, María Ximena Lombana fue nombrada como Ministra de Comercio.